# Łukasz Masłowski
Łukasz Masłowski (Zduńska Wola, 31 maggio 1981) è un ex calciatore polacco, di ruolo centrocampista.